# Holmsunds landsfiskalsdistrikt
Holmsunds landsfiskalsdistrikt var 1918–1941 ett landsfiskalsdistrikt i Västerbottens län, bildat när Sveriges indelning i landsfiskalsdistrikt trädde i kraft den 1 januari 1918, enligt beslut den 7 september 1917. Landsfiskalsdistriktet avskaffades den 1 oktober 1941 (genom kungörelsen 28 juni 1941) när Sverige fick en ny indelning av landsfiskalsdistrikt. Holmsunds landskommun överfördes då till Umeå landsfiskalsdistrikt medan distriktets del av Umeå landskommun överfördes till Sävars landsfiskalsdistrikt.
Landsfiskalsdistriktet låg under länsstyrelsen i Västerbottens län.

## Ingående områden
Distriktet bestod under hela dess existens av samma område:
- Del av Umeå landskommun: Den del av landskommunen som låg norr om Ume älv (undantag var Öhns bys ägor som låg på norra sidan men tillhörde Umeå landsfiskalsdistrikt).[2]
- Holmsunds landskommun